# (342431) Hilo
Pour les articles homonymes, voir Hilo (homonymie).
(342431) Hilo est un astéroïde de la ceinture principale.

## Description
(342431) Hilo est un astéroïde de la ceinture principale. Il fut découvert le 25 octobre 2008 à Heppenheim par l'observatoire de Starkenburg. Il présente une orbite caractérisée par un demi-grand axe de 2,62 UA, une excentricité de 0,27 et une inclinaison de 11,7° par rapport à l'écliptique.

## Compléments